# Marion Borgelt
Marion Borgelt (* 12. Dezember 1954 in Nhill, Victoria, Australien) ist eine australische Malerin und Installationskünstlerin. Ihr Werkspektrum umfasst Malerei, Installation, Skulptur und Mischtechnik. Sie hat an mehr als 50 Einzelausstellungen und an über 180 Gruppenausstellungen weltweit teilgenommen.

## Leben und Werk
Borgelt wuchs auf einer Farm in Victoria auf und studierte von 1973 bis 1976 an der South Australian School of Art, wo sie mit einem Diploma of Fine Art in Malerei abschloss. 1977 erwarb sie ein Graduate Diploma of Secondary Art Teaching am Torrens College of Advanced Education in Adelaide. Nach dem Abschluss der Kunsthochschule entwickelte Borgelt eine minimalistische Malweise, die figurative Elemente vermeidet, jedoch auf biomorphen Formen basiert. Nach der Kunstschule, wo sie mit der renommierten Harry P. Gill Memorial Medal ausgezeichnet wurde, unterrichtete sie kurz, bis sie ein Kunstreisestipendium erhielt, das es ihr ermöglichte, Australien zum ersten Mal zu verlassen. Von 1979 bis 1980 studierte sie an der New York Studio School in New York City. Nach ihrer Rückkehr nach Australien suchte sie neue künstlerische Ausdrucksmittel.
In den 1980er Jahren lehrte Borgelt an der Canberra School of Art und der University of New South Wales School of Art & Design. Sie war Gastdozentin an der University of Newcastle, der Macquarie University, dem Campbelltown City Bicentennial Arts Centre und der Ivan Dougherty Gallery an der University of New South Wales.
1986 vertrat sie zusammen mit ihrer Künstlerkollegin Jenny Watson Australien auf der Indian Triennale of Art. 1989 erhielt sie ein Kunststipendium der französischen Regierung, um acht Jahre in Paris zu leben und zu arbeiten. Diese Jahre in Paris verstärkten ihr Interesse an Konzeptkunst und Metaphysik.

## Installationen für Unternehmen und öffentliche Projekte

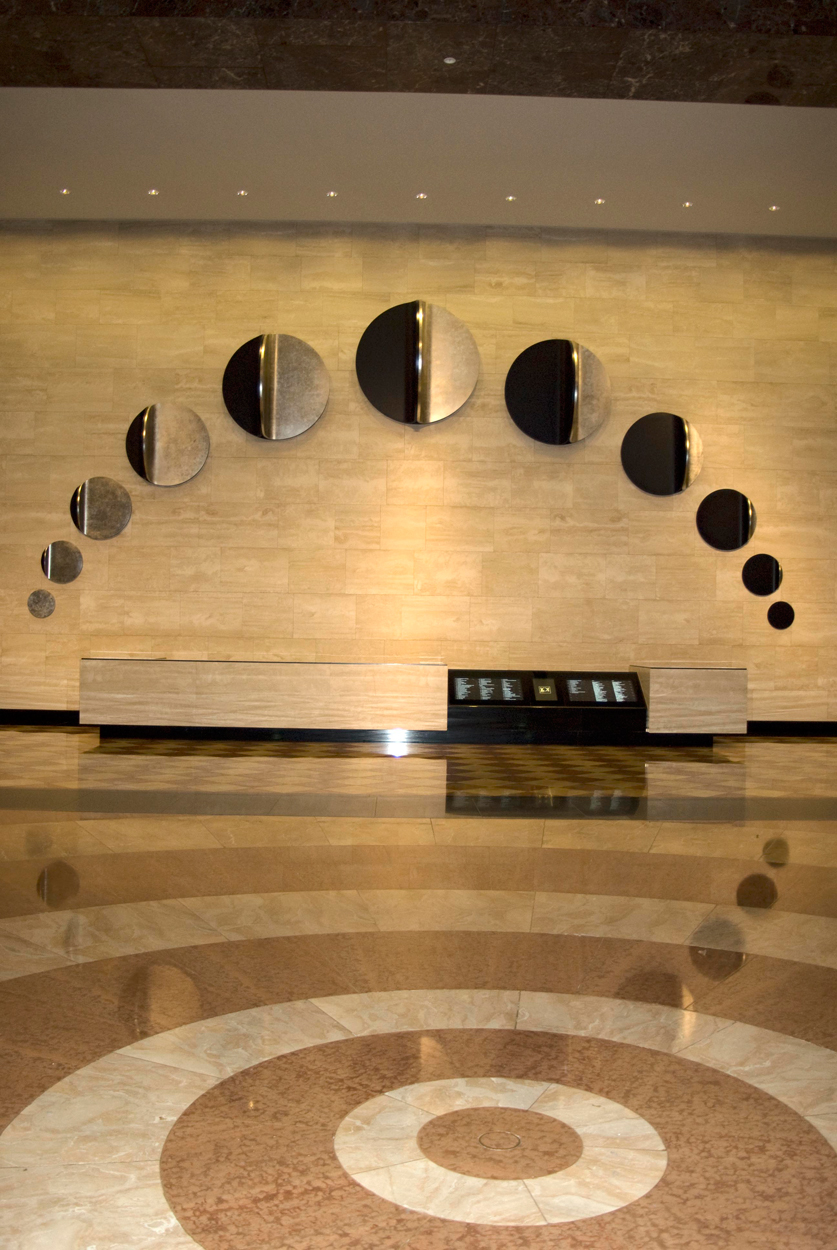
Candescent Moon, 2011

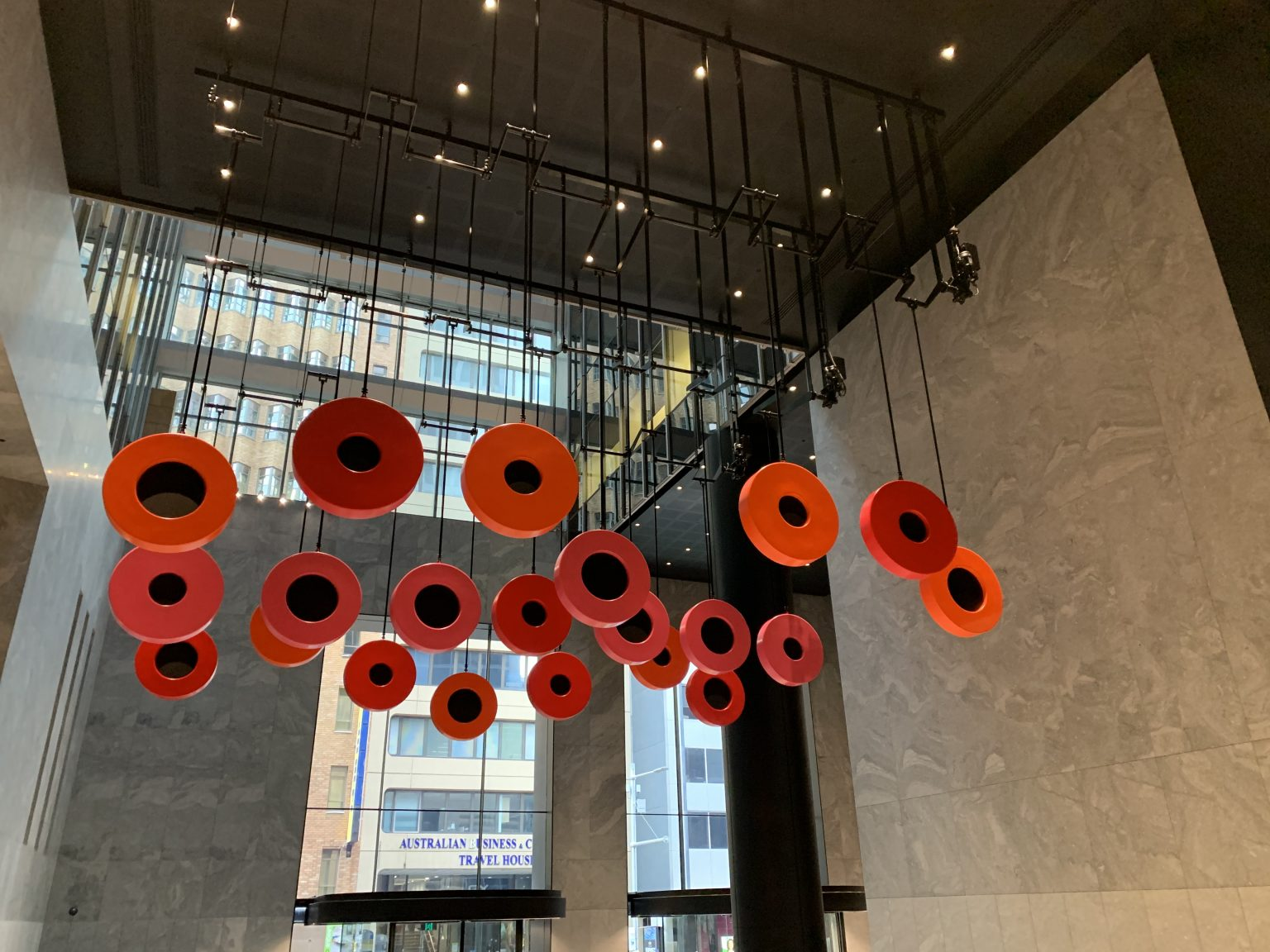
Musikalische Sphären, Marion Borgelt, 2020, Fotografie von Michael Nicholson

Nach ihrer Rückkehr begann sie groß angelegte Werke für Unternehmen zu schaffen, so ihr Werk Primordial Alphabet and Rhythm, das 1999 von Rupert Murdoch und Anna Murdoch Mann für das Sydney-Foyer von News Limited in Auftrag gegeben wurde. 2001 konstruierte sie für die Australian National University in Canberra die Wandarbeit Pulse, ein Gitter aus Edelstahl, das Gravitationswellen simuliert.
Ein Richtungswechsel war die Arbeit von Borgelt mit Glas, nachdem sie die venezianische Insel Murano besucht hatte. Dort arbeitet sie mit dem Meisterglaskünstler Adriano Berengo zusammen, den sie in Sydney getroffen hatte. Sie stellte Gruppen aus Glaskugeln her, die die japanische Tradition des Tsukimi widerspiegeln.
Ihre Serie Liquid Light (2014–2016) spielt mit den Grenzen zwischen Zwei- und Dreidimensionalität. Sie stellt Leinwände her, die mit Wellen bemalt sind, die dann zerschnitten werden, um einen dynamischen optischen Effekt zu erzielen. Eine Arbeit aus dieser Serie hängt in der Empfangslobby des Crown Towers-Gebäudes in Macau in City of Dreams. Andere Aufträge umfassen Time and Tide (waits for no man) (2004), eine Außeninstallation für die Bank JP Morgan Chase, und die Strobe-Serie (2008), eine Foyerinstallation für Mirvac und eine Gedenkinstallation im Bata Shoe Museum in Toronto (2005). Eine weitere ortsspezifische Arbeit Candescent Moon (2011), wurde für die Lobby der 101 Collins Street in Melbourne geschaffen.
Unternehmensprojekte und öffentliche Projekte ermöglichten es ihr, in monumentalem Umfang zu arbeiten und spiegelt ihr wachsendes Interesse an Architektur und Design wider. Im Jahr 2020 wurde sie von AMP Capital Borgelt mit der Erstellung von Musical Spheres beauftragt, die im Musikbezirk Angel Place in der Pitt Street in Sydney aufgestellt wurden. Diese kinetische Arbeit verwendet Kurbelwellenmechanik, um große farbige Scheiben allmählich in einer Bewegung zu bewegen, die mit Hämmern vergleichbar ist, die sanft auf Klaviersaiten schlagen.
Borgelt arbeitet mit einer breiten Palette von Materialien, darunter Bienenwachs, Leinwand, Filz, Pigment, Edelstahl, Holz, Stein und organische Stoffe. Sie bewegt sich zwischen Malerei und Skulptur und praktiziert mit Landarbeiten, von denen 2000 ihr Projekt das 55 Ring Maze war, ein Maisfeldlabyrinth, das auf einer Farm auf der Mornington-Halbinsel in Victoria für den Sammler Michael Savage errichtet wurde.
Borgelt wurde 1996 als erster australischer Künstler mit dem Pollock-Krasner Art Fellowship ausgezeichnet. Sie wurde mit Stipendien und Stipendien von Visual Arts and Crafts Australia ausgezeichnet und war Künstlervertreterin in den Vorständen der Alliance Francaise und des Blake Prize.
Ihre Kunstwerke befinden sich in 35 großen öffentlichen Sammlungen in Australien und Übersee, darunter das Auckland Museum of Contemporary Art in Neuseeland, das Los Angeles County Museum, die National Gallery of Australia und alle australischen staatlichen Kunstsammlungen. Sie hat auch Kunstwerke in weiteren 19 Unternehmenssammlungen, wie der Holmes à Court Gallery at Vasse Felix und der Macquarie Bank.

## Auszeichnungen (Auswahl)
- 1975: Channel 10 Young Artist’s Award, South Australia
- 1976: Harry P. Gill, Memorial Medal for Applied Art, South Australian School of Art, Adelaide
- 1978: Peter Brown Memorial Travelling Art Scholarship, New York Studio School
- 1979: Dyason Bequest for Post Graduate Study in the United States of America
- 1984: Visual Arts Board, Special Projects Grant
- 1987: Gold Coast City Art Gallery Purchase Prize
- 1988: University of Technology Purchase Award, Sydney
- 1988: Faber-Castell Art Award
- 1988: Visual Arts/Craft Board, Artist Development Grant
- 1988: French Government Art Fellowship and Residency
- 1989: Dyason Bequest
- 1993: Visual Arts/Crafts Board, Artist Development Grant
- 1994: Artist Grant, La Ministère de la Culture et de la Francophonie, Frankreich
- 1996: Pollock-Krasner Foundation Award, USA
- 1996: Gunnery Studios Residency, New South Wales Ministry of the Arts
- 1997: Visual Arts/Craft Board, New Work Grant
- 1998: Blake Prize, Highly Commended
- 2002: Judges Award, Hutchins Art Prize
- 2001–2003: Australia Council Fellowship
- 2006: Visual Arts Board, New Work Grant
- 2020: Muswellbrook Art Prize